# Federale overheidsdienst
Federale overheidsdienst (FOD) is de naam voor de in 2001 en 2002 hervormde federale ministeries in België, ingevoerd door de eerste regering-Verhofstadt (1999-2003). De verantwoordelijke minister voor deze hervorming was Luc Van den Bossche, minister van ambtenarenzaken en modernisering van de openbare besturen.
Het hervormingsplan werd uiteengezet in een nota van 16 februari 2000 met als titel "Naar een modernisering van de openbare besturen". Deze kreeg in de pers de bijnaam "Copernicus-nota" en het plan werd dan ook "Copernicusplan" genoemd.
Met dit plan was het de bedoeling dat onder meer de (machtige) ministeriële kabinetten werden afgeslankt en afgeschaft, en dat de nadruk kwam te liggen op dienstverlening aan de burger.
Daarnaast werden aan de FOD's nog enkele programmatorische federale overheidsdiensten toegevoegd. 

## De verschillende soorten
Er zijn twee "horizontale" FOD's: een voor de diensten van de Eerste Minister (FOD Kanselarij van de Eerste Minister), en het FOD Beleid en Ondersteuning. Deze laatste is gevormd op 1 maart 2017 door de unificatie van de FOD Personeel en Organisatie, FOD Budget en Beheerscontrole en FOD Informatie- en Communicatietechnologie. 
De andere FOD's zijn "verticale" diensten die elk voor een specifiek beleidsdomein verantwoordelijk zijn, zoals Justitie, of Binnenlandse Zaken, of Mobiliteit en Vervoer.
 Het Ministerie van Landsverdediging behield echter zijn originele naam ("ministerie").
In het "Copernicusplan" werd uitgegaan van een één-op-één-relatie tussen een minister en een FOD: dit wil zeggen elke FOD hing af van slechts één minister en elke minister is verantwoordelijk voor één FOD. 
Door de herverdeling van bevoegdheden in de regering Verhofstadt-II kon dit echter niet behouden blijven.

## Vier pijlers
Het Copernicusplan steunde op vier pijlers:
- een nieuwe structuur voor de overheidsdiensten;
- een nieuwe managementcultuur;
- een nieuw personeelsbeleid;
- nieuwe werkwijzen (moderniseringsprocessen).

### Structuur
De algemene structuur van de nieuwe federale overheidsdiensten werd vastgesteld bij Koninklijk Besluit van 7 november 2000.
De traditionele ministeriële kabinetten werden afgeschaft.
In elke FOD zijn drie belangrijke organen, namelijk:
- de Beleidsraad;
- het Directiecomité;
- de Cel Beleidsvoorbereiding.

De Beleidsraad is het verbindingsorgaan tussen de politieke overheid (de bevoegde minister en eventueel de staatssecretaris) en de administratie. De voornaamste taak van de Beleidsraad is: advies geven bij de totstandkoming van het strategisch plan van de minister en toezicht houden op de uitvoering daarvan door het Directiecomité.
Het Directiecomité is belast met het dagelijks en operationeel beheer (het management) van de FOD, overeenkomstig het strategisch plan. De voorzitter van het Directiecomité is het hoofd van de federale overheidsdienst.
De Cel Beleidsvoorbereiding ondersteunt de minister bij de voorbereiding van het beleid. Zij is samengesteld uit technici uit de diverse afdelingen van de FOD; de samenstelling wordt bepaald door de minister. Het hoofd van de Cel rapporteert rechtstreeks aan de minister. Deze rol van de Cel Beleidsvoorbereiding is verschillend van deze die oorspronkelijk in het KB van 7 november 2000 werd omschreven: oorspronkelijk was het de bedoeling dat de Cel Beleidsvoorbereiding ondersteuning zou geven aan de Beleidsraad en aan het Directiecomité, en dat het hoofd van de Cel rapporteren zou aan de voorzitter van het Directiecomité. Door deze wijziging, aangebracht door het KB van 19 juli 2003, verschuift de beleidsvoorbereidende rol dus van de FOD naar de minister.

### Managementcultuur
Meest in het oog springende verandering hier was de introductie van een mandaatsysteem voor de topambtenaren: in plaats van een benoeming in hun functie, krijgen ze een mandaat voor de functie voor een periode van zes jaar, na selectie; deze selectie, met inbreng van externe consultants, gebeurt niet enkel op basis van hun kennis over het beleidsdomein maar ook van hun leidinggevende vaardigheden. De oorspronkelijk voorziene selectieprocedures werden later aangepast om een gelijke behandeling van Franstalige en Nederlandstalige kandidaten te waarborgen. Er werd ook een tweejaarlijkse evaluatie van de topambtenaren voorzien; dit wordt echter nog niet toegepast in de praktijk. Ook werd de voorziene bezoldiging van sommige topambtenaren verlaagd om budgetredenen.
Verder werden jobomschrijvingen en evaluatie van de medewerkers ingevoerd, en kreeg de FOD meer autonomie en verantwoordelijkheid voor haar budget.
De invoering van deze nieuwe managementcultuur verliep niet overal volgens plan want stuitte hier en daar op verzet van personeel en vakbonden.

### Personeelsbeleid
Hier wil het plan afstappen van de traditionele "personeelsadministratie" naar een meer actief personeelsbeleid dat wil zeggen meer de nadruk leggen op de ontwikkeling van vaardigheden en loopbaanperspectieven van de medewerkers. 

### Nieuwe werkwijzen
Oorspronkelijk werd hiervoor de term "Business process re-engineering" gehanteerd. Doel is om tot een betere dienstverlening te komen, door bestaande en nieuwe bronnen (mensen, infrastructuur, systemen en bedrijfsprocessen) efficiënter te gebruiken. Hiertoe behoort de uitbouw van het zogenaamde e-government, d.i. het elektronisch toegankelijk maken van overheidsdiensten, en de invoering van de elektronische identiteitskaart.